# Boom (Valeria Marini)
Boom è un singolo della showgirl italiana Valeria Marini, pubblicato il 26 giugno 2020.

## Descrizione
Il brano, di genere pop latino, è cantato in italiano con alcuni frasi in lingua spagnola. Il brano è dedicato all'universo femminile, ed è stato descritto da Valeria Marini attraverso la seguente dichiarazione:
Il brano è stato promosso da Valeria Marini durante le sue partecipazioni come ospite in diversi programmi televisivi nei mesi successivi alla pubblicazione del brano; in particolare la showgirl si è esibita con la canzone il 1º gennaio 2021 durante la puntata speciale di capodanno del Grande Fratello VIP e in Spagna su Telecinco durante la puntata di Supervivientes dell’8 giugno 2021.

## Video musicale
Un'anteprima del videoclip del brano, girato a Roma presso la fontana di Trevi, è stata mostrata su Rai 1 il 15 giugno 2020 nel corso dell'ospitata di Valeria Marini nel programma televisivo Io e te. Il video completo, diretto da Valerio Matteu e ambientato tra Cinecittà World e la spiaggia di Anzio, è stato pubblicato l'11 luglio 2020 sul canale YouTube dell'etichetta discografica Joseba Publishing.

## Tracce
Testi di Giacomo Eva, musiche di Matteo Caretto.
1. Boom – 2:45